# Bengeo Rural
Bengeo Rural – gmina (civil parish) w Anglii, w hrabstwie Hertfordshire, w dystrykcie East Hertfordshire, w pobliżu Bengeo. Leży 5 km na północ od miasta Hertford i 37 km na północ od centrum Londynu. Obejmuje wsie Tonwell i Chapmore End.